# Жернов (Болгарія)
Жерно́в (болг. Жернов) — село в Плевенській області Болгарії. Входить до складу общини Никопол.

## Населення
За даними перепису населення 2011 року у селі проживали 100 осіб, з них 95 осіб (97,9 %) — болгари.
Розподіл населення за віком у 2011 році:
Динаміка населення: